# Geoffroy de Caumont
Geoffroy de Caumont (né vers 1525 - mort empoisonné en avril 1574), baron de Caumont, fut l'une des plus grosses fortunes de France au début des guerres de Religion.
Frère aîné de François de Caumont, abbé d'Uzerche (assassiné à Paris en 1572, père du maréchal Jacques-Nompar), il hérita des biens de sa famille en 1562 et épousa la marquise Marguerite de Lustrac, « l'une des plus riches héritières de France ». Ils eurent une fille unique posthume, Anne de Caumont (1574-1642), marquise de Fronsac, mariée de force par son tuteur, Jean d'Escars (des Cars) de Pérusse, successivement à deux de ses fils, les princes de Carency Claude et Henri d'Escars (des Cars) ; puis mariée à François d'Orléans-Longueville, comte de St-Pol (1570-1631), d'où Léonor, duc de Fronsac (1605-1622).